# 蔣楙熙
蔣楙熙（1872年—1925年），又作懋熙，字玉椿，號煥庭，江蘇蘇州府吳縣人，清末民初政治人物。

## 生平
蔣楙熙來自蘇州婁關蔣氏家族，為明末山東布政使司參議、兵備天津蔣燦九世孫。本生高祖蔣耀宗；本生曾祖蔣萬寧；本生祖蔣兆夔（字建侯，號立甫，1809-1860）為吳縣庠生，因咸豐十年（1860年）太平天國破城殉難而獲贈世襲雲騎尉；本生父蔣祖芬（字韞孫，號誦清，1837-1878）為咸豐九年（1859年）吳縣庠生，五品銜藍翎，例封奉直大夫。修有三冊十七編《婁關蔣氏本支錄》。本生母為江大信孫女。蔣楙熙出嗣高祖蔣耀宗六弟蔣維鈞（字思敘，號硯溪，1727-1773，輯有《義門讀書記》五十八卷）的曾孫蔣士伸（字引之，號舒齋，1819-1855，太學生）為後。嗣母為陸邁祖孫女。
蔣楙熙為光緒十六年（1890年）吳縣庠生，光緒十七年（1891年）辛卯科江南鄉試舉人，與莊蘊寬、曾樸及從侄蔣東培等同科。中舉後蔣楙熙進入仕途，先以隨員身份跟從出洋大臣出使日本，學習現代化先進經驗。回國後於光緒三十一年（1905年）分發河南，以知州試用，光緒三十三年（1907年）任禹州知州，任內積極維持地方治安，創辦初級師範學堂，實行禁烟政策等，深獲好評。光緒三十四年（1908年），受河南巡撫吳重憙賞識，任巡撫衙門總文案，期間為焦作路礦學堂創辦等事宜代表巡撫與英方談判，盡力維護國家主權。宣統元年（1909年），河南設巡警道，蔣楙熙為首任河南巡警道員，後由王守恂接任。任內蔣楙熙從組織建設入手，擴充警額，嚴肅警規，推行現代化的警察教育，建設高等巡警學堂，培養並聘用專業警備人才等。因其與手下傳播進步革命思想等，引發當時河南巡撫寶棻不滿，後來藉故將其免職。
宣統三年（1911年）武昌起義爆發後，蔣楙熙回到蘇州，任蘇城五路民團總稽查，參與維護地方治安。江蘇巡撫程德全反正前夕，任命其代理江蘇巡警道。11月5日江蘇宣布光復後，巡警道改為巡警總監，由蔣楙熙擔任。因光復初期政局仍然動蕩，為穩定大局，蔣楙熙發文《勸告蘇屬州縣各團體書》，呼籲蘇州各團體保持克制團結，為安定民心作出努力。
民國元年（1912年）九月，吳縣縣議會開幕，孔昭晉與蔣楙熙分別當選為吳縣縣議會正、副議長。民國二年（1913年）三月，蔣楙熙當選為國民黨蘇州支部正部長。民國三年（1914年），蔣楙熙歷任江蘇國稅廳籌辦處處長、江蘇財政司司長及江蘇財政廳廳長。任內曾與曾樸、張壽齡等人處理所謂“江蘇十大黑幕”之一的“八厘公債案”。因政績突出，被大總統授予四等金質雙鶴章，亦深受韓國鈞等人器重，他還盡力維持教育經費，撥款創建江蘇省立第二圖書館，即今蘇州圖書館前身。民國四年（1915年）三月授上大夫。同年四月，任命為湖北財政廳廳長，因病未到任。同年六月調任浙江財政廳廳長，因與屈映光發生誤會遭彈劾，七月被解職。後經調查，蔣楙熙並無過失，大總統遂令蔣楙熙到北京候任。民國六年（1917年）末蔣楙熙被任命為河南財政廳廳長，民國七年（1918年）十月獲授二等嘉禾章，民國八年（1919年）卸任回蘇州。民國十四年（1925年）夏因病卒於蘇州。

## 家庭
蔣楙熙本生父蔣祖芬有三子二女，蔣楙熙為次子。長兄蔣楙瀚（字玉瀛，號浩泉，1867-？）與從侄蔣炳章同為光緒十九年（1893年）癸巳恩科江南鄉試舉人，後任安徽試用知縣，宣統三年（1911年）任安徽勸業公所商務科科員。三弟蔣楙堅早殤。長姊嫁平江路馬家墻門元和庠生馬祖福，為唐納大伯母暨嗣母；二姊嫁郭大德，早卒。
夫人為監生江保仁（江標從叔父）次女。有二子二女，長子蔣緯英就讀金陵大學農學專科，首婚迎娶董大酉之妹為妻。次子蔣育英赴美國留學，先後獲得伊利諾伊大學理學士及費城湯瑪士傑佛遜大學（Thomas Jefferson University）醫學博士，為五官科專家，曾擔任蘇州博習醫院院長。長女蔣如英與次女蔣寶英皆赴美求學。